# دیوید مترز
دیوید مترز (انگلیسی: David Mathers; ۲۳ اکتبر ۱۹۳۱ – ۲۲ اوت ۲۰۱۴) بازیکن فوتبال اهل اسکاتلند بود.
از باشگاه‌هایی که در آن بازی کرده‌است می‌توان به باشگاه فوتبال پاتریک تیسل، باشگاه فوتبال ایست استایلینگشا و باشگاه فوتبال آکسفورد یونایتد اشاره کرد.
وی همچنین در تیم ملی فوتبال اسکاتلند بازی کرده‌است.